# Sext Eruci Clar
Sext Eruci Clar (en llatí Sextus Erucius Clarus) va ser un magistrat romà, fill de Marc Eruci Clar (Marcus Erucius Clarus). Formava part de la gens Erúcia i era de la família dels Clar, i va viure a principis de l'Imperi Romà, sota els emperadors Nerva, Trajà, Hadrià i Antoninus Pius.
Va ser, com el seu pare, amic de Plini el jove. Per aquesta amistat, Trajà el va introduir al senat i després li va assegurar el càrrec de qüestor, i li va donar cartes de recomanació per ser tribú. Durant el regnat d'Hadrià quasi no se'l menciona. Aule Gel·li diu que era contemporani seu i que es dedicava a l'estudi de la literatura antiga. També diu que era prefecte de la ciutat i que havia estat cònsol en dues ocasions, la primera en data desconeguda però la segona va ser l'any 146 junt amb Gneu Claudi Sever. Plini li va adreçar una de les seves epístoles.